# 田中徹雄
田中 徹雄（たなか てつお、1918年2月22日 - 昭和54年（1979年）12月21日）は、日本の陸軍軍人（大尉）、地方公務員。山梨県副知事。

## 経歴
山梨県出身。上海の東亜同文書院を出て、南満州鉄道本社に勤めているうちに応召となり、日中戦争に参加した。
戦後、上海連絡班として中国に残った。総連絡班長は南京にいた今井武夫少将である。昭和21年（1946年）12月に上海発の最後の引揚船に今井少将たちと乗船し、翌月日本に帰国した。その直前に上海に拘束されていた嵯峨浩（満州国皇弟・溥傑夫人）・愛新覚羅嫮生母娘を救出した。
引揚後、郷里の山梨県庁に勤務し、のちに副知事まで務めた。1967年の第31回衆議院議員総選挙で山梨県から自民党公認で立候補したが落選した。1971年の山梨県知事選挙に無所属で立候補したが落選した。

## 人物
- 第35師団歩兵第220連隊に所属した幹部候補生の第5期生。日中戦争に参加して、山西省で孫殿英率いる7万の中国軍を帰順させ、その功績が天皇の耳に入って勇名をとどろかせ、松竹の映画にまでなった。
- 中国語が達者で、一級通訳の免許を持っていた。

## 嵯峨浩の救出
昭和21年（1946年）12月、上海連絡班に所属していた田中は「濱口幹子」と名乗る女性が娘を連れて上海市内の旧松井公館に拘束されていることを「岡田某」から聞く。調べてみると実は満州国皇弟・溥傑夫人の嵯峨浩であることがわかった。彼女を放っておけば川島芳子のように戦犯として処刑されると田中は判断し、自分独りで救出することを決心する。
12月27日、単身自動車を駆って旧松井公館に行き、警備の厳重な表と違って手薄である裏手のすすきばやしの中に停めた。そして建物に忍び込んで浩親子を導いて裏口から脱出させ、自動車に乗せる。旧松井公館を出る際に、気づいた警備の中国兵が発砲するが、自動車をフルスピードで運転してそこを逃れ、見事救出に成功する。
翌28日に上海発の最後の引揚船に乗って1月4日には佐世保にたどり着いて自身の召集が解除されたが、浩親子を横浜市日吉の嵯峨家まで送り届けた。